# Ulrich Rülein von Calw

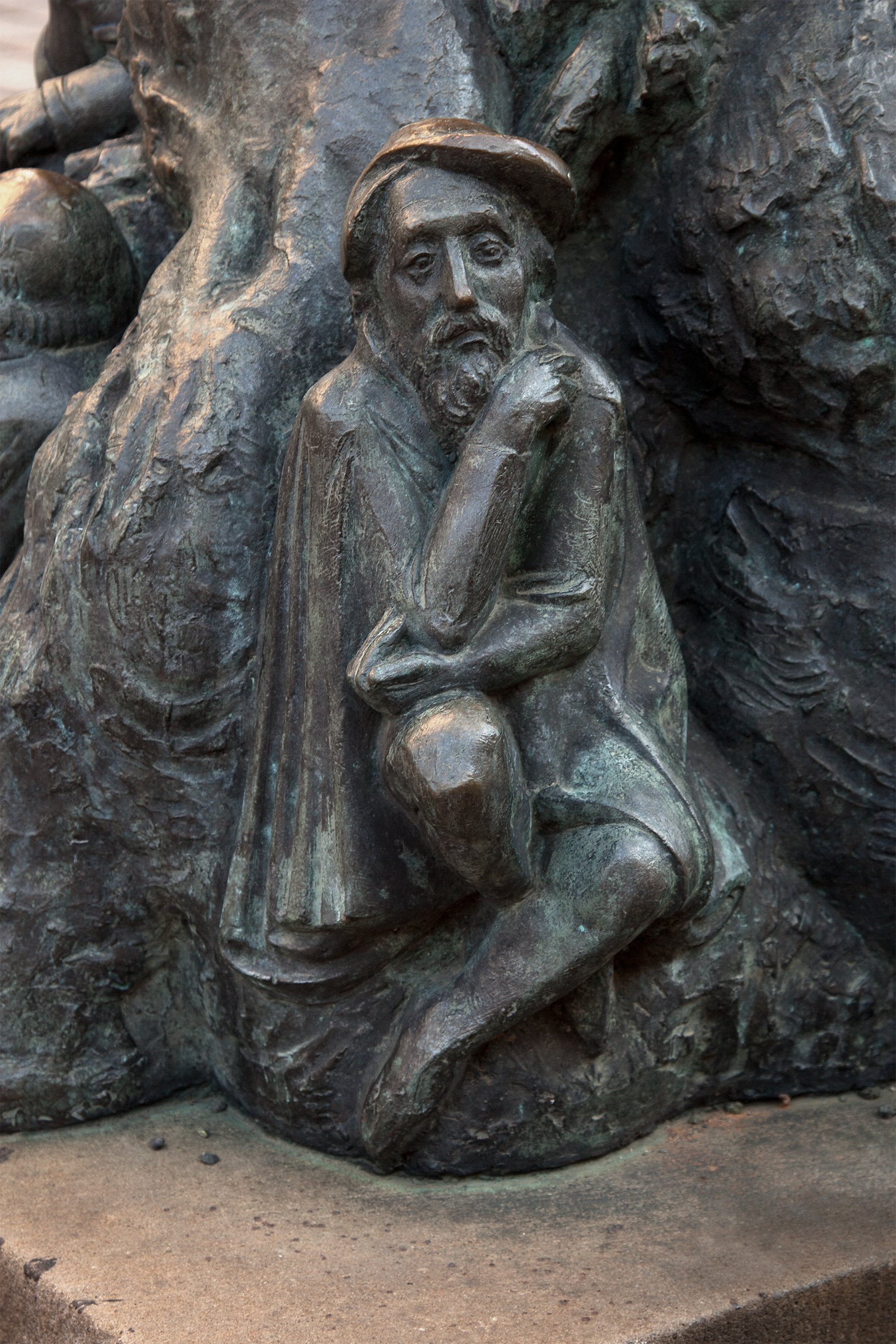
Ulrich Rülein von Calw, dargestellt am Freiberger Fortunabrunnen

Ulrich Rülein von Calw (auch: Ulrich Rülein von Kalbe, Ulricus Molitoris de Calb und U. Kalb(us); * 4. Juli 1465 in Calw; † 1523 in Leipzig) war ein Humanist, Arzt, Mathematiker und Montanwissenschaftler. Er war auch als Geodät, Städtebauer und Astrologe tätig. Fünf Jahre war er Bürgermeister der Bergbaustadt Freiberg.

## Leben und Wirken
Ab 1485 studierte Ulrich Rülein von Calw, der Sohn eines Müllers, an der Universität Leipzig, wo er vermutlich auch zum Doktor der Medizin promoviert wurde. 1487 war er Baccalaureus und 1490 Magister artium. Er studierte Medizin und Mathematik. Vom sächsischen Herzog Georg soll er 1496 (laut der Freiberger Chronik von Möller) den Auftrag erhalten haben, eine „Neustadt am Schreckenberg“, die heutige Stadt Annaberg zu bauen. 1497 wurde Rülein von Calw durch die Stadt Freiberg zum Stadtphysikus berufen. Hier wirkte er als Vermessungs- und Bauingenieur, Bergbausachverständiger und Astrologe. Er entwickelte die Taschensonnenuhr zum Anlegekompass bzw. Winkelmessinstrument weiter. 1505 erschien in Augsburg sein Buch Eyn wohlgeordnet und nützlich büchlein, wie man bergwerk suchen und finden soll, die erste wissenschaftliche Abhandlung über Bergbau in Deutschland. Als Arzt (physicus ordinarius) kämpfte er 1497 gegen die Pest.
1508 wurde er Bürger von Freiberg, 1509 Ratsherr und 1514 bis 1519 regierender Bürgermeister. Ulrich Rülein von Calw gründete 1515 das erste humanistische Gymnasium in Sachsen. Er wurde 1519 in die Freiberger Knappschaft aufgenommen, verließ aber wegen Anfeindungen gegen seine Schule 1519 Freiberg und ging nach Leipzig, wo er als Professor für Medizin arbeitete. Seinen letzten Auftrag, Bestimmung des Standorts und Entwicklung des Bebauungsplans für Marienberg bekam er 1521 von Heinrich dem Frommen.

## Familie
Ulrich Rülein von Calw war verheiratet mit Katherina Hausmann. Seine Tochter Margarita war die Frau des Valentin Alnpeck und Mutter des Dresdner Goldschmieds Martin Alnpeck.

## Ehrungen
Nach Rülein ist die „Sporthalle Ulrich Rülein von Calw“ in Freiberg benannt.

## Werke
- Eyn wohlgeordnet und nützlich büchlein, wie man bergwerk suchen und finden soll, Augsburg 1505 (Digitalisat), (Digitalisat Ausgabe 1534)
- Ein nützlich Bergbüchlin, Erfurt 1527 (Digitalisat)